# مورغان سبورلوك
مورغان سبورلوك (بالإنجليزية: Morgan Spurlock) (ولد في 7 نوفمبر 1970 في فيرجينيا الغربية – 23 مايو 2024) هو مخرج أفلام وثائقية ومنتج تلفزيوني ومؤلف نصوص سينمائية أمريكي، اشتهر بعد إخراجه لفيلم «سوبر سايز مي» الذي فيه يتحدث عن آثار تناول وجبات ماكدونالدز على الصحة. سبورلوك هو أيضا المنتج التنفيذي وبطل مسلسل الواقع «30 دايز».
سبورلوك حاصل على شهادة بكالوريوس في الفنون الجميلة من جامعة نيويورك عام 1993.

## روابط خارجية
- مورغان سبورلوك على موقع IMDb (الإنجليزية)
- مورغان سبورلوك على موقع ألو سيني (الفرنسية)
- مورغان سبورلوك على موقع ميوزك برينز (الإنجليزية)
- مورغان سبورلوك على موقع أول موفي (الإنجليزية)
- مورغان سبورلوك على موقع بوكس أوفيس موجو (الإنجليزية)
- مورغان سبورلوك على موقع قاعدة بيانات الأفلام السويدية (السويدية)
- مورغان سبورلوك على موقع إن إن دي بي (الإنجليزية)
- مورغان سبورلوك على موقع ديسكوغز (الإنجليزية)
- مورغان سبورلوك على موقع قاعدة بيانات الفيلم (الإنجليزية)
- مورغان سبورلوك على موقع كينوبويسك (الروسية)